# NGC 3268
NGC 3268 est une vaste galaxie elliptique située dans la constellation de la Machine pneumatique. NGC 3268 a été découverte par l'astronome britannique John Herschel en 1835.

## Caractéristiques
Sa vitesse par rapport au fond diffus cosmologique est de 3 122 ± 31 km/s, ce qui correspond à une distance de Hubble de 46,0 ± 3,3 Mpc (∼150 millions d'al).
NGC 3268 est une galaxie LINER, c'est-à-dire une galaxie dont le noyau présente un spectre d'émission caractérisé par de larges raies d'atomes faiblement ionisés.
À ce jour, 34 mesures non basées sur le décalage vers le rouge (redshift) donnent une distance de 40,571 ± 9,605 Mpc (∼132 millions d'al), ce qui est à l'intérieur des valeurs de la distance de Hubble. Notons cependant que c'est avec la valeur moyenne des mesures indépendantes, lorsqu'elles existent, que la base de données NASA/IPAC calcule le diamètre d'une galaxie et qu'en conséquence le diamètre de NGC 3268 pourrait être d'environ 57,4 kpc (∼187 000 al) si on utilisait la distance de Hubble pour le calculer.

## Un disque entourant le noyau
Grâce aux observations du télescope spatial Hubble, on a détecté un disque de poussière autour du noyau de NGC 3268. La taille de son demi-grand axe est estimée à 130 pc (~425 années-lumière).

## Amas globulaire
Selon une étude réalisée par B. Dirsch, T. Richtler et L.P. Bassino, les galaxies elliptiques NGC 3258 et NGC 3268 renferment plusieurs milliers d'amas globulaires. Le groupe de NGC 3223 fait partie de l'amas de la Machine pneumatique (Abell S0636),. Les galaxies du catalogue NGC et du catalogue IC de ce groupe sont les galaxies dominantes de l'amas de la Machine pneumatique.

## Groupe de NGC 3223
NGC 3268 est un membre de groupe de NGC 3223. Ce groupe de galaxies compte au moins 16 membres dont les galaxies du NGC 3223, NGC 3224, NGC 3258, NGC 3289, IC 2552, IC 2559 et IC 2560.